# San Benedetto in Perillis
San Benedetto in Perillis là một đô thị thuộc tỉnh L'Aquila trong vùng Abruzzo của Ý. Ý. Đô thị này có diện tích 19 km², dân số 145 người. Các đô thị giáp ranh gồm:
Acciano, Collepietro, Molina Aterno, Navelli, Popoli (PE), Vittorito